# آی‌ان‌اس چارج (کی۹۷)
آی‌ان‌اس چارج (کی۹۷) (به انگلیسی: INS Charag (K97)) یک کشتی است که طول آن 38.6 meters می‌باشد.